# RAF Air Support Command
Das RAF Air Support Command war zwischen 1967 und 1972 das Kommando für die Luftunterstützung der britischen Royal Air Force (RAF).

## Geschichte
Das RAF Air Support Command entstand am 1. August 1967 durch Umbenennung des Lufttransportkommandos (RAF Transport Command). Diese Namensänderung spiegelte den Wechsel des Schwerpunktes des Kommandos wider: Während es zuvor ausschließlich für den Transport von Materialien und Truppen in der Welt zuständig war, war es nunmehr für die generelle Unterstützung der weltweiten militärischen Operationen der RAF verantwortlich. Das Ergebnis dieser breiter ausgerichteten Rolle bedeutete zugleich, dass das RAF Air Support Command im Gegensatz zum bisherigen RAF Transport Command über Kampfflugzeuge wie das vom Typ Hawker Hunter verfügte.
Im Zuge der Schrumpfung der RAF bestand es jedoch nur kurzzeitig als eigenständiges Kommando und wurde bereits am 1. September 1972 dem Luftangriffskommando (RAF Strike Command) unterstellt, wobei es innerhalb des RAF Strike Command die No. 38 (Tactical Support) Group RAF und die No. 46 (Strategic Support) Group RAF wurde. Insoweit kam es zu einer Ausrichtung dieser Gruppen auf die taktische Unterstützung sowie auf die strategische Unterstützung der Luftstreitkräfte.

## Befehlshaber
Das RAF Air Support Command unterstand einem Generalleutnant (Air Marshal) als Kommandierendem General AOC-in-C (Air Officer Commander-in-Chief) entsprechend dem heutigen NATO-Rangcode OF-8. 
| Amtszeitbeginn    | Dienstgrad  | Amtsinhaber             |
| ----------------- | ----------- | ----------------------- |
| 1. August 1967    | Air Marshal | Thomas Prickett         |
| 1. Juli 1968      | Air Marshal | Lewis Hodges            |
| 1. Oktober 1970   | Air Marshal | Harry Burton            |
| 1. September 1972 |             | Auflösung des Kommandos |